# Ratenice
Ratenice är en ort i Tjeckien. Den ligger i regionen Mellersta Böhmen, i den centrala delen av landet, 50 km öster om huvudstaden Prag. Ratenice ligger 197 meter över havet och antalet invånare är 513.
Terrängen runt Ratenice är platt, och sluttar norrut. Runt Ratenice är det ganska tätbefolkat, med 96 invånare per kvadratkilometer. Närmaste större samhälle är Kolín, 12,3 km sydost om Ratenice. Trakten runt Ratenice består till största delen av jordbruksmark.